# أرني مايير
أرني مايير (8 يناير 1999 بلودفيغسفيلده في ألمانيا - ) (بالألمانية: Arne Maier) هو لاعب كرة قدم ألماني في مركز الوسط. شارك مع منتخب ألمانيا الوطني لكرة القدم تحت 15 سنة ‏ ومنتخب ألمانيا تحت 16 سنة لكرة القدم ومنتخب ألمانيا تحت 17 سنة لكرة القدم. أما مع النوادي، فقد لعب مع نادي هرتا برلين وLudwigsfelder FC ‏ وHertha BSC II ‏.

## وصلات خارجية
- أرني مايير على موقع الاتحاد الأوربي (الإنجليزية)
- أرني مايير على موقع إي إس بي إن إف سي (الإنجليزية)
- أرني مايير على موقع قاعدة بيانات كرة القدم.إي يو (الإنجليزية)
- أرني مايير على موقع بيانات كرة القدم. دي إي (الألمانية)
- أرني مايير على موقع Soccerbase.com (لاعب) (الإنجليزية)
- أرني مايير على موقع Soccerway.com (الإنجليزية)
- أرني مايير على موقع عالم كرة القدم.نت (الإنجليزية)
- أرني مايير على موقع أوليمبيديا (الإنجليزية)
- أرني مايير على موقع اللجنة الأولمبية الألمانية (الألمانية)